# Roger de Moulins

Roger de Moulins

Großmeisterwappen von Roger de Moulins

Roger de Moulins (lat. Rogerius Molinaeus) († 1. Mai 1187 bei Cresson nahe Nazaret) war von 1177 bis zu seinem Tod der achte Großmeister des Johanniterordens.
Er entstammte einer Adelsfamilie aus der Normandie, die später die Burg von Moulins-La-Marche erwarb.
Spätestens im Herbst 1177 wurde er zum Nachfolger des gestorbenen Großmeisters Joubert gewählt. Gleich zu Beginn seiner Amtszeit nahm sein Orden an der Schlacht von Montgisard teil, in der eine Invasion Sultan Saladins auf das Königreich Jerusalem glänzend zurückgeschlagen wurde.
Gegen anfänglichen Widerstand des Papstes Alexander III. ließ Roger im selben Jahr den aktiven, bewaffneten Kampf gegen die Heiden auch formell als Ordensziel in die Ordensregel aufnehmen. Die von Großmeister Raymond du Puy begonnene Erweiterung des Betätigungsfeldes des Johanniterordens von reiner Beherbergung und Pflege von Pilgern, Armen und Kranken zu einem kämpfenden Ritterorden war damit abgeschlossen. Die militärstrategischen Ambitionen der Johanniter machten sie zu Rivalen der Tempelritter. Papst Alexander III. gelang es jedoch, zwischen Roger und dem Templer-Großmeister Eudes de Saint-Amand zu vermitteln, so dass sie 1179 ihre Streitigkeiten vertraglich beilegten.
1184 bereiste er mit Arnold von Toroga, dem Großkomtur der Templer, und Heraclius von Caesarea, dem Lateinischen Patriarchen von Jerusalem Europa. Er etablierte die Johanniter in England, Frankreich und Deutschland. Auf dem Rückweg unterstützte er 1185 den Normannen-König Wilhelm II. von Sizilien bei seinem Angriff auf Thessaloniki.
In seiner Zeit als Großmeister wurden die Johanniter stärker in die Politik des Königreichs Jerusalem hineingezogen. Roger widersetzte sich Rainald von Chatillon und Guido von Lusignan und weigerte sich anfangs sogar, seinen Schlüssel zum königlichen Schatz auszuhändigen, als Guido 1186 gekrönt wurde. Er nahm an der Schlacht von Cresson am 1. Mai 1187 gegen eine Übermacht unter Saladins Sohn al-Afdal teil. Wie die meisten Teilnehmer auf christlicher Seite fiel auch Roger in dieser Schlacht.
In der hektischen Folgezeit, in der Saladin einen Großteil des Königreichs Jerusalem eroberte, übernahm zunächst Wilhelm Borel kommissarisch Rogers Nachfolge. Er diente 1187 eine kurze Zeit als Aufseher über die Johanniter. Danach folgte Hermangard d’Asp, der das gleiche bis 1189/90 war, aber heute im Orden als neunter Großmeister geführt wird. Ein neuer Großmeister wurde erst 1189/90, während des Dritten Kreuzzugs, mit Garnier von Nablus gewählt.